# Hamdi Abu Golayyel
Hamdi Abu Golayyel (àrab: حمدي أبوجليل, Ḥamdī Abū Julayyil, pronunciat Gulayyil en dialecte egipci), de nom complet Hamdi Abu-Hàmid Issa, حمدي أبو حامد عيسى, Ḥamdī Abū Ḥāmid ʿĪsà) (prop de l'oasi del Faium, regió d'el Faium, Egipte, 16 d'agost del 1967) és un escriptor egipci. Ha estat guardonat l'any 2008 amb el Premi Naghib Mahfuz, un dels més importants de la literatura àrab.
Tot i ser d'origen beduí, durant la dècada de 1980 va decidir emigrar al Caire per treballar com a obrer de la construcció. És director de l'editorial «The Folk and Popular Culture Studies Series in the Mass/Public Culture Administration» (Govern d'Egipte) i també col·labora amb el diari emiratí Jaridat al-Ittihad al-Imaratiyya (Diari de la Unió d'Emirats).

## Obra literària
Ha publicat dos volums de relats curts:
- Eixams de formigues (اسراب النمل, Asrāb an-naml), el Caire: Hayat Qusur al-Thaqafa, 1997.
- Productes doblegats amb molta cura (اشياء طوية بعناية فائقة, Axyāʾ matwiyya bi-ʿanaya fāʾiqa), el Caire: Al Hay'a al-misriyya al-Shnamma Lil-Kitab, 2000. Traducció anglesa amb el títol Items Folded with Great Care.[3]

La seva primera novel·la, Lladres jubilats (لصوص متقاعدون, Luṣūṣ mutaqāʿidūn, el Caire, Dar Mirit, 2002), és una obra en què descriu la realitat dels barris perifèrics i marginals del Caire.
També ha publicat un treball de no-ficció, Al-Qāhira: xawāriʿ wa-hikayāt. Cairo: Streets and Stories (el Caire: Maktabat al-usra, 2003).

### Premis literaris
- Jàïzat al-majmua al-qissasiyya (Award for a Short Story Collection), atorgat pel Ministeri de Cultura egipci el 1997.
- Jàïzat al-qissa (Award for Fictional Narrative: Short Story), Akhbar al-yawm, El Caire, 1999.
- Jàïzat al-ibdà al-arabí (Arabic Creative Writing Award), Emirats Àrabs Units, 2000.
- Premi Naguib Mahfuz, 2008.[4] La medalla Naguib Mahfuz s'atorga anualment l'11 de desembre des de 1996 i és un certamen literari de literatura àrab a la millor novel·la contemporània escrita en àrab.[5]